# Germe (mathématiques)
Pour les articles homonymes, voir Germe (homonymie).
La notion de germe en mathématiques capture les propriétés « locales » d'un phénomène, par exemple la coïncidence infinitésimale entre fonctions. C'est une notion initialement analytique qui possède en fait une structure algébrique naturelle, et qui apparaît naturellement en géométrie algébrique et en théorie des groupes de Lie.

## Motivation
La notion de germe permet d'approcher ce qui se passe localement sur un objet mathématique (espace topologique, variété différentielle, faisceau…). Toutes les propriétés locales d'une fonction s'étudient en analysant son germe : la continuité, dérivabilité…

## Anneau des germes de fonctions continues
L'idée est la suivante : on veut considérer l'ensemble des fonctions continues, définies au voisinage d'un point, deux fonctions étant considérées égales dès lors qu'elles coïncident au voisinage de ce point. La définition suivante donne un sens rigoureux à cette intuition.
Soit X un espace topologique, et soit x un point de cet espace. On considère l'ensemble des couples (U, f), où U est un ouvert contenant x et f une fonction continue de U à valeurs dans un corps, par exemple le corps ℝ des nombres réels. Sur cet ensemble, on considère la relation d'équivalence {\displaystyle (U,f)\sim (V,g)} si et seulement s'il existe, dans l'intersection U∩V, un ouvert W contenant x  tel que les fonctions f et g coïncident sur ce voisinage, c'est-à-dire {\displaystyle f_{|W}=g_{|W}}.
L'ensemble quotient A hérite d'une structure naturelle d'anneau et est appelé anneau des germes de fonctions continues en x.
Il s'agit en plus d'un anneau local. En effet, l'évaluation en x induit un morphisme {\displaystyle f\mapsto f(x)} de A dans ℝ, qui est surjectif. Son noyau est donc un idéal maximal de A. C'est l'unique idéal maximal de A, car si une fonction continue f ne s'annule pas en p, elle reste non nulle sur un voisinage de p, et admet donc un germe inverse.

## Interprétation géométrique
En géométrie algébrique et plus précisément en théorie des schémas, pour tout anneau A et tout idéal premier {\displaystyle {\mathfrak {p}}} de A, on peut définir le localisé {\displaystyle A_{\mathfrak {p}}=S^{-1}A} où {\displaystyle S=A\setminus {\mathfrak {p}}}. Cet anneau s'interprète géométriquement comme un anneau de germes de fonctions.

## Autres exemples
On peut remplacer la notion de continuité par d'autres notions, ce qui conduit aux exemples suivant :
- L'anneau des germes de fonctions C∞ à valeurs réelles est en particulier une ℝ-algèbre ;
- L'anneau des germes de fonctions analytiques au voisinage d'un compact fixé de ℂn est en particulier un espace bornologique ;
- L'anneau des germes de fonctions méromorphes au voisinage de 0 (munies de la dérivation induite par la dérivation des fonctions holomorphes) forme un corps.